# Mary Collyer
Mary Collyer, geborene Mitchell (* ca. 1716/1717 in London; † Dezember 1762), war eine englische Schriftstellerin und Übersetzerin aus dem Deutschen und Französischen.
Über ihr Leben ist nur wenig bekannt. Sie wurde vermutlich in London geboren und war mit dem Schriftsteller und Übersetzer Joseph Collyer der Ältere verheiratet, mit dem sie acht Kinder hatte. Zu ihren Kindern gehörte der Kupferstecher Joseph Collyer der Jüngere.

## Werke
- The Virtuous Orphan (1743), Übersetzung von La vie de Marianne von Marivaux
- Memoirs of the Countess de Bressol … from the French (2 Bände, 1743)
- Felicia to Charlotte: being letters from a young lady in the country, to her friend in town. Containing a series of most interesting Events, interspersed with Moral Reflections; chiefly tending to prove, that the Seeds of Virtue are implanted in the Mind of Every Reasonable Being. (1744–1749, in 2 Bänden). Sammlung von Novellen der Autorin
- The Christmas Box (1748/1749)
- Death of Abel (1761), Übersetzung von Salomon Gessners Der Tod Abels (1758)
- The Messiah (2 Bände, 1763), Übersetzung von Friedrich Gottlieb Klopstocks Der Messias. Vervollständigt nach ihrem Tod und herausgegeben von ihrem Ehemann.